# Фролова-Багреева, Елизавета Михайловна
Елизаве́та Миха́йловна Спера́нская, в замужестве Фролова-Багреева, также называемая Багреева-Сперанская (фр. Elisabeth Bagréeff-Speransky; 5 сентября 1799, Петербург — 23 марта 1857, Вена) — французская писательница, русская подданная по происхождению, единственная дочь государственного деятеля графа Михаила Сперанского.

## Биография
Под руководством отца получила солидное образование, объехала всю Европу, совершила даже путешествие на Восток. В октябре 1821 году благодаря хлопотам отца была пожалована во фрейлины. Вскоре по его настоянию и против своей воли была выдана замуж за черниговского губернатора Александра Алексеевича Фролова-Багреева (1783—1845). Венчание состоялась в Петербурге 16 августа 1822 года в домовой церкви графа Кочубея.
Первые годы замужества Елизавета Михайловна жила с мужем в Малороссии. По воспоминаниям А. В. Кочубея, она была умной и милой женщиной, но не хороша собой; казалось, супруги очень любили друг друга, но впоследствии, по возвращении в Петербург, они жили в разладе. По словам барона М. А. Корфа, исполненная необыкновенного ума и знаний, пользующаяся богатым состоянием, Багреева имела все для общего уважения и блестящего положения в свете, но всем этим пожертвовала ради своих страстей. Пока был жив её отец, она сохраняла наружное приличие, хотя все и тогда уже считали её Мессалиною и перечисляли её любовников, но щадили в ней дочь Сперанского. Но со смертью отца все это кончилось.
Под предлогом болезни и развлечения своей печали Багреева уехала за границу, где жила свободно и не скрывала своих увлечений. Осенью 1842 года она вернулась в Петербург, но не одна, а с молодым немцем Прейсом, которого выдавала за доктора. Поняв в чём дело, муж её не мог утаить своего негодования. Между ними произошла ужасная сцена, после чего у Багреева случился удар, а Елизавета Михайловна переселилась со своим Прайсом в Царское Село и совершенно отошла от общества. Позже она надолго уехала в своё полтавское имение Великая Буромка, где устроила несколько детских приютов. В 1850 году она поселилась в Вене, где привлекала в свой салон многих литературных знаменитостей. Скончалась там же от восполнения мозга и была похоронена на венском православном кладбище.
Свои сочинения, преимущественно беллетристические, Фролова-Багреева писала на французском и немецком языках. Многое осталось в рукописи. В Европе она как писательница получила известность своими французскими романами из русской жизни.
В браке имела сыновей — Михаила (1822—1844; ротмистр, погиб на Кавказе на дуэли) и Александра (10.12.1830— ?), и дочь Марию (10.09.1826—1886), которая вышла замуж за генерал-майора князя Родиона Николаевича Кантакузена. Их сын Михаил Родионович в год столетия своего прадеда получил право именоваться графом Сперанским.

## Сочинения
Несколько повестей было помещено в «Современнике» Пушкина, в «Revue des Deux Mondes» и других иностранных изданиях. Отдельно вышли:
- «Чтение для малейших детей» (СПб., 1828);
- «Das Buch der Kleinen» (Берлин, 1855);
- «Le livre des petits» (В., 1855);
- «Le livre d’une femme» (собрание афоризмов, отрывков и мыслей философского и религиозного содержания; 1845—1857);
- «Méditations chrétiennes» (1853);
- «Les pèlerins russes à Jérusalem» (Брюссель и Лейпциг, 1854);
- «Ein Kosaken-Czar. Dramma» (Прага, 1855);
- «Les dernières heures de l’Empereur Nicolas» (1855);
- «Esquisses de mœurs russes. Le starowère et sa famille» (1856);
- «Der erste Romanoff : historisches Schauspiel in fünf Aufzügen» (1856–1857);
- «Esquisses de mœurs russes. Une famille toungouse» (1857);
- «Xenia Damianovna ou les deux rêves» (Лейпциг и Брюссель, 1857);
- «La vie de château en Ukraine» (роман, 1857);
- «Irène ou les bienfaits de l’éducation» (роман, 1857);
- «Une famille toungouze» (1858);
- «Les îles de la Neva à St-Pétersbourg» (посмертное изд., 1858);
- «La couronne de Hongrie : nouvelle posthume et inédite» (1871) и др.